# Copa del Rey 1925
Dvacátý pátý ročník Copa del Rey (španělského poháru) se konal od 1. března do 10. května 1925 za účasti jedenácti klubů.
Trofej získal pošesté ve své historii FC Barcelona, který porazil ve finále 2:0 Arenas Club de Getxo.